# Matjaž Debelak
Matjaž Debelak (ur. 27 sierpnia 1965 w Braslovčach) – słoweński skoczek narciarski, reprezentujący Jugosławię, srebrny i brązowy medalista olimpijski z 1988.

## Kariera
W Pucharze Świata zadebiutował w sezonie 1985/1986, zajmując 8. miejsce podczas konkursu we francuskim Chamonix (22 grudnia 1985). Nigdy nie stanął na podium, a jego najlepszym wynikiem było piąte miejsce w Garmisch-Partenkirchen w 1987 oraz w Sapporo w 1988. Najlepsze wyniki w Pucharze Świata osiągnął w sezonie 1986/1987, kiedy zajął 20. miejsce w klasyfikacji generalnej. W klasyfikacji końcowej 35. edycji Turnieju Czterech Skoczni zajął dziewiątą pozycję.
Największym sukcesem w jego sportowej karierze był srebrny medal wywalczony na Zimowych Igrzyskach Olimpijskich 1988 w Calgary. Obok niego w skład drużyny weszli także: Primož Ulaga, Matjaž Zupan oraz Miran Tepeš. Na tych samych igrzyskach zdobył także brązowy medal na dużej skoczni. Po pierwszej kolejce zajmował dopiero dziewiąte miejsce, ale w drugiej serii oddał najdłuższy skok kolejki na odległość 108,0 m. Pozwoliło mu to przesunąć się na trzecie miejsce, za Mattiego Nykänena i Erikiem Johnsenem. Do norweskiego skoczka Debelak stracił tylko 0,2 punktu. W konkursie na normalnej skoczni nie wystartował.
W 1987 wystartował na mistrzostwach świata w Oberstdorfie, gdzie indywidualnie plasował się w trzeciej dziesiątce, a w konkursie drużynowym wraz z kolegami zajął siódme miejsce. Dwa lata później, podczas mistrzostw świata w Lahti był szósty na normalnej skoczni, a na normalnym obiekcie zajął 28. miejsce. W konkursie drużynowym reprezentanci Jugosławii z Debelakiem w składzie zajęli dziewiątą pozycję. Był także między innymi piętnasty na mistrzostwach świata w lotach w Oberstdorfie w 1988.
Z powodu słabych wyników postanowił zakończyć karierę w 1990.

## Osiągnięcia

### Igrzyska olimpijskie
| Miejsce | Dzień     | Rok  | Miejscowość | Konkurs                     | Wynik     | Strata    | Zwycięzca     |
| ------- | --------- | ---- | ----------- | --------------------------- | --------- | --------- | ------------- |
| 3.      | 23 lutego | 1988 | Calgary     | Skocznia duża indywidualnie | 207.7 pkt | -16.3 pkt | Matti Nykänen |
| 2.      | 24 lutego | 1988 | Calgary     | Skocznia duża drużynowo     | 625.5 pkt | -8.9 pkt  | Finlandia     |

### Mistrzostwa świata
| Miejsce | Dzień     | Rok  | Miejscowość | Konkurs                         | Wynik     | Strata     | Zwycięzca      |
| ------- | --------- | ---- | ----------- | ------------------------------- | --------- | ---------- | -------------- |
| 28.     | 15 lutego | 1987 | Oberstdorf  | Skocznia duża indywidualnie     | 182.0 pkt | -34.0 pkt  | Andreas Felder |
| 7.      | 17 lutego | 1987 | Oberstdorf  | Skocznia duża drużynowo         | 563.3 pkt | -70.8 pkt  | Finlandia      |
| 23.     | 20 lutego | 1987 | Oberstdorf  | Skocznia normalna indywidualnie | 201.7 pkt | -22.7 pkt  | Jiří Parma     |
| 28.     | 20 lutego | 1989 | Lahti       | Skocznia duża indywidualnie     | 157.0 pkt | -61.5 pkt  | Jari Puikkonen |
| 9.      | 22 lutego | 1989 | Lahti       | Skocznia duża drużynowo         | 531.5 pkt | -113.5 pkt | Finlandia      |
| 6.      | 26 lutego | 1989 | Lahti       | Skocznia normalna indywidualnie | 105.6 pkt | -8.9 pkt   | Jens Weißflog  |

### Mistrzostwa świata w lotach
| Miejsce | Dzień    | Rok  | Miejscowość | Konkurs            | Wynik     | Strata     | Zwycięzca            |
| ------- | -------- | ---- | ----------- | ------------------ | --------- | ---------- | -------------------- |
| 31.     | 9 marca  | 1986 | Tauplitz    | Loty indywidualnie | 527.5 pkt | -217.5 pkt | Andreas Felder       |
| 15.     | 13 marca | 1988 | Oberstdorf  | Loty indywidualnie | 318.5 pkt | -45.5 pkt  | Ole Gunnar Fidjestøl |

### Puchar Świata w skokach narciarskich

#### Miejsca w klasyfikacji generalnej
- sezon 1985/1986: 47.
- sezon 1986/1987: 20.
- sezon 1987/1988: 39.
- sezon 1988/1989: 34.
- sezon 1989/1990: -